# Ванда Ландовска
Ванда Александра Ландовска (пољ. Wanda Alexandra Landowska; Варшава, 5. јул 1879 — Лејквил, 16. август 1959) је била пољска чембалисткиња чије је извођење, подучавање, снимање и писање имало велику улогу у оживљавању популарности чембала у раном 20. веку. Била је прва особа која је снимила Бахове Голдберг варијације свиране на чембалу (1931).

## Биографија

### Варшава, Париз, Берлин
Ванда Ландовска је рођена у Варшави, од оца адвоката и мајке лингвисткиње која је преводила Марка Твена на пољски. Почела је да свира клавир у четвртој години. Студирала је на Варшавском конзерваторијуму код Јана Клешинског Старијег и Александера Михаловског. Такође је студирала композицију код Хајнриха Урбана у Берлину, а у Паризу је узимала часове код Морица Мошковског. Након што се удала за пољског фолклористу Хенрија Лева 1900. године у Паризу, тамо је подучавала клавир у музичкој школи "Schola Cantorum" (1900-1912).
Касније је подучавала чембало на "Berlin Hochschule für Musik" (Берлинска висока музичка школа) од 1912. до 1919. Дубоко заинтересована за музикологију, а посебно за дела Баха, Купрена и Рамоа, обилазила је европске музеје у потрази за оригиналним инструментима с клавијатурама. Набављала је старе инструменте, а нове је на њен захтев правила фирма за израду клавира „Плејел и друштво“ (Pleyel et Cie). То су била велика, масивна чембала са 16 регистара (група жица за октаву испод нормалног регистра) која су много дуговала клавирској конструкцији. Одговарајући на критику свог колеге Пабла Касалса, стручњака за Баха, једном је рекла: „Ви свирајте Баха на свој начин, ја ћу га свирати на његов начин."
Бројна значајна нова дела су писана за њу: Луткарско позориште мајстора Педра Мануела де Фаље означило је враћање чембала у модерни оркестар. Фаља је касније за њу написао Концерт за чембало, а Франсис Пуленк је за њу компоновао Concert champêtre.
Основала је "École de Musique Ancienne" (Школа старе музике) 1925. године у Паризу. Од 1927. године, њен дом у Сен-Ле-ла-Фореу постао је центар за извођење и проучавање старе музике.

### Егзил у САД
Након што је немачка војска окупирала Француску, Ландовска, која је била Јеврејка, напустила је 1940. године Сен-Ле са својом помоћницом и дружбеницом Дениз Ресту, упутивши се најпре на југоисток Француске, да би на крају испловила из Лисабона за САД. Стигла је у Њујорк 7. децембра 1941, на дан када је нападнут Перл Харбор. Кућа у Сен-Леу је опљачкана, а њени инструменти и рукописи украдени, тако да је у САД стигла готово без ичега.
Настанила се у Лејквилу, Конектикат 1949. године, поново стекавши репутацију као извођач и учитељ у САД, одржавајући велики број турнеја. Њена дружбеница, Дениз Ресту, била је издавач и преводилац њених списа о музици, укључујући Musique ancienne (Стара музика) и Landowska on Music (Ландовска о музици). Умрла је у Лејквилу 16. августа 1959. године.

## Занимљивости
Књижевник Станислав Винавер је у Паризу студирао музику код Ванде Ландовске.